# Championnat de Guinée de football 2013-2014
Navigation
Saison précédente Saison suivante
La saison 2013-2014 du Championnat de Guinée de football est la 48e édition du championnat de première division guinéenne. Il se déroule sous la forme d’une poule unique avec douze formations, qui s’affrontent à deux reprises. En fin de saison, les deux derniers du classement sont relégués et remplacés par les deux meilleurs clubs de Ligue 2, la deuxième division guinéenne.
C'est l'AS Kaloum Star qui remporte le championnat cette saison, après avoir terminé en tête du classement final, avec trois points d'avance sur le triple tenant du titre, Horoya AC et sept sur le FC Séquence de Dixinn. C'est le treizième titre de champion de Guinée de l'histoire du club.

## Les clubs participants
- Horoya AC
- FC Séquence de Dixinn
- Atlético de Coléah
- AS Kaloum Star
- Espoir de Labé - Promu de D2
- Satellite FC
- AS Ashanti GB
- Fello Star
- AS Batè Nafadji
- CI Kamsar
- Soumba FC - Promu de D2
- Santoba FC

## Compétition

### Classement
| Rang | Équipe                | Pts | J  | G  | N  | P  | Bp | Bc | Diff |
| ---- | --------------------- | --- | -- | -- | -- | -- | -- | -- | ---- |
| 1    | AS Kaloum Star        | 47  | 22 | 14 | 5  | 3  | 38 | 10 | +28  |
| 2    | Horoya AC'T'C         | 44  | 22 | 13 | 5  | 4  | 32 | 11 | +21  |
| 3    | FC Séquence de Dixinn | 40  | 22 | 12 | 4  | 6  | 20 | 15 | +5   |
| 4    | Fello Star            | 34  | 22 | 8  | 10 | 4  | 22 | 14 | +8   |
| 5    | Satellite FC          | 33  | 22 | 9  | 6  | 7  | 20 | 15 | +5   |
| 6    | CI Kamsar             | 30  | 22 | 8  | 6  | 8  | 12 | 14 | -2   |
| 7    | Atlético de Coléah    | 28  | 22 | 7  | 7  | 8  | 17 | 17 | 0    |
| 8    | Soumba FCP            | 28  | 22 | 8  | 4  | 10 | 18 | 28 | -10  |
| 9    | Santoba FC            | 25  | 22 | 6  | 7  | 9  | 16 | 24 | -8   |
| 10   | AS Ashanti GB         | 23  | 22 | 4  | 11 | 7  | 10 | 17 | -7   |
| 11   | AS Batè Nafadji       | 19  | 22 | 5  | 4  | 13 | 19 | 27 | -8   |
| 12   | Espoir de LabéP       | 8   | 22 | 1  | 5  | 16 | 9  | 41 | -32  |

|  | Qualification pour la Ligue des champions de la CAF 2015                          |
|  | Qualification pour la Coupe de la confédération 2015                              |
|  | Relégation directe en deuxième division                                           |
|  | T : Tenant du titre C : Vainqueur de la Coupe de Guinée P : Club promu de Ligue 2 |

## Bilan de la saison
| Championnat de Guinée de football 2013-2014 |                            |
| Champion                                    | AS Kaloum Star (13e titre) |
| Coupes et trophées                          |                            |
| Vainqueur de la Coupe de Guinée 2013-2014   | Horoya AC                  |
| Qualifications continentales                |                            |
| Ligue des champions de la CAF 2015          | AS Kaloum Star             |
| Coupe de la confédération 2015              | Horoya AC                  |
| Promotions et relégations                   |                            |
| Promus en Ligue 1                           | Hafia FC                   |
| Promus en Ligue 1                           | Gangan FC                  |
| Relégués en Ligue 2                         | Espoir de Labé             |
| Relégués en Ligue 2                         | AS Batè Nafadji            |